# Закшув (Сандомирський повіт)
Закшув (пол. Zakrzów) — село в Польщі, у гміні Клімонтув Сандомирського повіту Свентокшиського воєводства.
Населення — 267 осіб (2011).
У 1975-1998 роках село належало до Тарнобжезького воєводства.

## Демографія
Демографічна структура на день 31 березня 2011 року:
|          | Загалом | Допрацездатний вік | Працездатний вік | Постпрацездатний вік |
| -------- | ------- | ------------------ | ---------------- | -------------------- |
| Чоловіки | 131     | 31                 | 83               | 17                   |
| Жінки    | 136     | 34                 | 65               | 37                   |
| Разом    | 267     | 65                 | 148              | 54                   |